# Mauli Dave
Mauli Dave (gujarati: મૌલી દવે, nacida el 3 de junio de 1987 en Ahmedabad) es una cantante, actriz, bailarina y presentadora de televisión india. Ella fue finalista del evento musical "Sa de Zee TV Re Ga Ma Pa Challenge" en 2007. También fue finalista en "Sony Entertainment's Chalo America Boogie Woogie" en 2003 y fue coronada además como "Miss Teen India de Texas" en 2007 en los Estados Unidos. Mauli entonces decidió trasladarse a Bombay a la edad de 19, para continuar una carrera musical y de la actuación. Organizó un espectáculo de danza junto a una familia denominada "Rock n Roll Family" en 2008,  participó en una película de telecine titulado "Ek Anhonee", luego participó en el "Fear Factor India: Khatron Ke Khiladi" de 4 temporada, pues ella así ella logró llegar a la cima 2. 
Se la vio en un episodio de la serie de televisión titulada "Zee, Parrivaar".

## Discografía
| Año  | Película/Álbum | Título de la canción                                      | Composición      | Co-interprete                  | Premios/Nominaciones                                          |
| ---- | --- | --------------------------------------------------------- | ---------------- | ------------------------------ | ------------------------------------------------------------- |
| 2006 | Prabhu Taare Pagathiye (Album)                                                                                           | All Tracks                                                | Omkar Dave       | Hemant Dave and Omkar Dave     | none                                                          |
| 2007 | To Kya Ho (Album) | Kaisi Ye Deewangi(reprised), Dil Dhadakne Laga            | Mitul and Mukul  | Mukul                          | none                                                          |
| 2008 | Bal Ganesh (Film) | Gana Ganadi                                               | Shamir Tandon    | Sumedha Karmahe, Junaid Sheikh | none                                                          |
| 2008 | Mittal vs. Mittal (Film)                                                                                                 | Khuda Hafiz                                               | Shamir Tandon    | solo                           | none                                                          |
| 2009 | Love Ka Tadka (Film) | Title track                                               | Aadesh Srivastav | Aadesh Srivastav               | Nomination at Music Mirchi Awards "Upcoming Debutante Female" |
| 2010 | Fasttrack (Product Ad) (enlace roto disponible en Internet Archive; véase el historial, la primera versión y la última). | "I Like It Shady"                                         | Mikey McCleary   | solo                           | none                                                          |
| 2010 | DelMonte (Product Ad) (enlace roto disponible en Internet Archive; véase el historial, la primera versión y la última).  | "You Ain't Had Nothin Like This"                          | Mikey McCleary   | Bob                            | none                                                          |
| 2011 | The Bartender: Classic Bollywood Shaken not Stirred (Album)                                                              | Chalte Chalte, Ye Sama, Jaane Kya Tune Kahi, Waqt Ne Kiya | Mikey McCleary   | Solo Tracks                    | none                                                          |
| 2011 | Players (Film) | Title track                                               | Pritam           | Neeraj Sridhar                 | none                                                          |
| 2013 | I Love New Year (Film)                                                                                                   | Aja Meri Jaan                                             | Pritam           | Solo                           | none                                                          |

## Televisión
| Año                       | Show                               | Personaje                      | Canal                               | Extra            |
| ------------------------- | ---------------------------------- | ------------------------------ | ----------------------------------- | ---------------- |
| 2004                      | Boogie Woogie-Chalo America        | Dance Contestant               | SET (Sony Entertainment Television) | Finalist (top 5) |
| 2007 (May–October)        | Saregamapa Challenge               | Singing Contestant             | Zee Network                         | Finalist (top 7) |
| 2008 (March–May)          | Rock n Roll Family                 | Host                           | Zee Network                         |                  |
| 2010 ( released Dec. 5th) | Ek Anhonee (Tele-film)             | Lead Role (Divyani)            | Zoom                                |                  |
| 2011 (June–July)          | Khatron Ke Khiladi season 4        | Celebrity Contestant           | Colors                              | Finalist (top 2) |
| 2012 (Feb)                | Kahani Comedy Circus ki            | Guest Appearance (15 episodes) | SET (Sony Entertainment Television) |                  |
| 2013 (Feb)                | Welcome - Baazi Mehmaan-Nawaazi ki | Herself                        | Life OK                             |                  |

## Premios y nominaciones
- Coronada "Miss Teen India Tejas 2007" - Pageant
- Premios Stardust 2009-2010: Nominada al "debutante Cantante Upcoming" de la canción "Agre Ka Ghaghra" de la película "Jai Veeru"
- Música Premios Mirchi 2009-2010:. "Amor Ka Tadka" Nominado "Upcoming Cantante Femenina" de la canción del título de Ganó premio de "Cantante Upcoming":
- Premios Gujarati Garvvati 2010